# Gyrostemon sheathii
Gyrostemon sheathii är en tvåhjärtbladig växtart som beskrevs av Robert Desmond David Fitzgerald. Gyrostemon sheathii ingår i släktet Gyrostemon och familjen Gyrostemonaceae. Inga underarter finns listade i Catalogue of Life.